# Alfonz
Alfonz je moško osebno ime.

## Različice imena
- moške različice imena: Alfi, Alfijo, Alfio,Alfons, Fonzi, Fonzek, Fonzelj,
- ženske različice imena: Alfonza

## Tujejezikoven različice
- pri Angležih, Italijanih, Špancih: Alfonso
- pri Francozih: Alphonse
- pri Čehih, Nemcih, Nizozemcih, Poljakih, Švedih: Alfons
- pri Madžarih, Slovakih: Alfonz

## Izvor in pomen imena
Ime Alfonz izhaja iz nemškega imena Alfons, ta pa iz starejšega Adalfuns, ki je zloženo it starovisokonemških besed  adal (plemenit(i)) oz. hild (bitka) in funs (pripravljen), kar pomeni lahko plemenit in pripravljen ali pripravljen za bitko.

## Pogostost imena
Po podatkih Statističnega urada Republike Slovenije je bilo na dan 31. decembra 2007 v Sloveniji število moških oseb z imenom Alfonz: 252.

## Osebni praznik
Alfonz je ime več svetnikov, ki so vsi španskega rodu- Njbolj znan je Alfonso Maria di Liguori (katoliški moralni teolog, škof in cerkveni učitelj † 1.avg. 1787), ki goduje 1. avgusta. V koledarju je še Alfonso Rodriguez (redovnik, † 30.okt. 1617), ki goduje 30. oktobra.

## Slavni nosilci imena
Alf - Alfonz Grad - Alfi Nipič -